# Swan River (Australien)
Swan River er en flod i det sydvestlige Australien. På det lokale aboriginske sprog Noongar hedder den Derbarl Yerrigan. Floder løber gennem Perth, hovedbyen i Western Australia.
Swan River begynder efter sammenløbet af floderne Avon og Wooroloo Brook. Selve Swan River er 72 km lang, mens Swan-Avon er omkring 365 km lang.

## Geografi
Flodmundingen går gennem Perth. Den nedre del er relativ bred og dyb, mens den øvre del er smal og lavvandet.
Swan River afvander et kystsletteområde med et samlet areal på 121.000 km2. Den har tre større bifloder: Avon River, Canning River og Helena River. Førstnævnte bidrager med størstedelen af vandet, mens de to sidste har de opdæmmede søer Canning Dam og Mundaring Weir, som leverer størstedelen af drikkevandet til Perth og de omliggende områder. Området har middelhavsklima (Köppens klimaklassifikation Csa) med milde, våde vintre og varme, tørre somre med dertil hørende udsving i regnfald og vandmængder i floden.
Avon udspringer nær Yealering, 221 kilometer sydøst for Perth. Den slynger sig nord-nordvest til Toodyay omkring 90 kilometer nordøst for Perth og drejer mod sydvest i Walyunga National Park. Ved sammenløbet med Wooroloo Brook bliver den til Swan River.
En række bifloder støder til Swan River på dens løb mod forstaden Guildford, men de fleste er udtørret eller flyder kun efter regnfald. Helena River støder til umiddelbart efter Guildford, men siden den er blevet opdæmmet, bidrager den heller ikke med meget vand. Floden slynger sig herfra videre mod Perth. Tidligere var der store vådområder, men de er nu indvundet til bebyggelse. Efter Heirisson Island udvider floden sig til Perth Water for herefter at snævre sig ind ved Narrows. Igen åbner floden sig, denne gang til  Melville Water med en bredde på op mod 4 km. 
Her løber bifloden Canning til. Den udspringer ikke langt fra North Bannister, 100 kilometer sydøst for Perth. Efter Melville Water indsnævres floden ved Blackwall Reach, et smalt men dybt stykke, der går gennem Fremantle Harbour og ud i havet.
Flodudmundingen har et svagt tidevand med udsving på op til 1 meter.

## Geologi
Før tertiærtiden var havniveauet meget lavere end nu, og Swan River drejede op nord om Rottnest Island, før den løb ud i det Indiske Ocean lidt nordvest for Rottnest. I sit løb udskar floden en kløft på størrelse med Grand Canyon. Kløften kaldes Perth Canyon,og ligger nu under havoverfladen på kanten af kontinentalsoklen.

## Flora og fauna
Blandt de dyre- og plantearter, som findes ved udmundingen af Swan River, er:
- Mere end 130 fiskearter,[5] heriblandt tyrehaj (Carcharhinus leucas), rokker, mallearten (Cnidoglanis macrocephalus), den sildelignende Elops machnata, den sardinlignende (Sardinops neopilchardus), Kyphosus sydneyanus, fladhoveder, filfisk og kuglefisk (Tetraodontidae)
- Gopler som Phyllorhiza punctata og Aurelia aurita
- Indopacifisk øresvin
- Krebsdyr som indiske rejer og blomsterkrabber
- Tangloppen Melita zeylanica kauerti, som er beskrevet på basis af et eksemplar indsamlet under Middle Swan Bridge.[6]
- Muslinger i familierne Mytilidae og Galeommatidae
- Fugle som sortsvane, perlegrå måge, skarver, ringparakit (Barnardius zonarius semitorquatus), regnbuelori, isfugle, rødhalet ravnekakadu, australsk pelikan, australsk fløjtefugl, hejrer og ænder.

## Historie
I Noongar-folkets mytologi er bakkedraget Darling Scarp, som ligger øst for flodområdet, kroppen af Wagyl (eller Waugal) – et slangelignende væsen fra Dreamtime, som slyngede sig over land og skabte floder og søer. Wagyl/Waugal skabte også Swan River på denne måde.
Floden blev navngivet Swarte Swaene-Revier af den nederlandske opdagelsesrejsende Willem de Vlamingh i 1697 efter områdets sortsvaner. Vlamingh sejlede med en lille gruppe op af floden til omkring Heirisson Island.
En fransk ekspedition anført af Nicholas Baudin sejlede også op af floden i 1801.
I 1829 grundlagde Storbritannien kolonien Swan River Colony, hvor Perth nu ligger. Koloniens grundlægger, kaptajn James Stirling,  brugte kun navnet Swan River om den del af floden, der lå længere oppe end Heirisson Islands. Resten, inklusiv Perth Water, betragtede han som en del af udmundingen og kaldte det "Melville Water". 
Efter grundlæggelsen af Perth begyndte man systematisk at omforme floden. Der var flere grunde:
- for at mindske oversvømmelser om vinteren
- for at forbedre indsejlingen med dybere sejlrender og havneanlæg
- fjernelse af vådområder for at fjerne myggeplagen
- indvinding af land til landbrug og bebyggelse

Perths gader var ofte sumpede områder, hvilket fik guvernør James Stirling til i 1837 at rapportere til koloniministeren:
For nuværende kan man dårligt sige der findes veje, selv om der findes nogle forbindelseslinjer, som er udbedret ved at rydde dem for træer, lave broer over små vandløb og ved at oprette færgeforbindelser i de bredere dele af Swan River ...
Dele af floden blev opmudret, og det overskydende materiale blev dumpet på mudderbankerne for at hæve det tilstødende land. En usædvanlig våd vinter i 1862 gav store oversvømmelser, som blev forværret af det indvundne land. 
Havnen i Fremantle blev bygget i 1890'erne og revet, som blokerede indsejlingen til Swan River, blev endeligt fjernet. Det var også på dette tidspunkt Helena River blev opdæmmet som del af C. Y. O'Connors ambitiøse og succesrige plan om at skaffe vand til guldfelterne i Kalgoorlie. 

### Oversvømmelser
Man har indsamlet data om oversvømmelser i flodudmundingen siden europæernes ankomst i 1829. I juli 1830, lidt over et år efter koloniens grundlæggelse, steg vandstanden i floden til 6 meter over det normale. Ny bosættere kom hele tiden til, og der var kun få permanente bygninger. De fleste boede i telte og anden midlertidig indkvartering, blandt andet i huler i flodbrinken. Mange så alle deres ejendele skylle væk og husdyr druknede. Andre store oversvømmelser skete i vintrene 1847, 1860, 1872, 1926 og sommeren 2017.
Oversvømmelsen i 1872 er den største og regnes som en 100-års hændelse. Avisen The Perth Gazette and Western Australian Journal rapporterede 26. juli 1872
I og omkring Perth var udmundingen af floden omdannet til en stor sø. Alle havneanlæg stod under vand, vejene til Fremantle var dækket af vand og umulige at passere, store mængder sandeltræ, som lå langs flodbredden var skyllet væk, og dem der boede i forstadsvillaerne på skråningerne af Mount Eliza måtte kravle op af skråningerne for at komme ind i Perth.
Ved oversvømmelsen i juli 1926 skyllede Upper Swan Bridge og en del af Fremantle Railway Bridge væk. Jernbanebroen kollapsede delvist 22. juli 1926, kun fem minutter efter at et tog med skolebørn havde passeret. Ingen kom til skade i sammenstyrtningen, men jernbanetrafikken var afbrudt i flere måneder indtil broen var repareret og kunne genåbne 12. oktober 1926.

## Miljø
Swan River har i mange år været brugt til spildevand og affald. Helt op til 1970'erne havde flere lokalregeringer lossepladser på mudderbankerne langs floden. Industri som uldrensningsfabrikker i Fremantle og gødningsfabrikker og støberier i Bayswater – Bassendean bidrog til forureningen. Der arbejdes stadig på at fjerne giftstoffer i disse områder, så de ikke skyller ud i floden.
I sommermånederne er der problemer med algeopblomstringer, som går hårdt ud over fiskebestanden. De skyldes udvaskning af næringsstoffer fra landbruget og brugen af kunstgødning i flodens afvandingsområde. Udslip af spildevand og kemikalier har ført til at dele af floden midlertidigt er blevet lukket for mennesker. Floden har dog overlevet dette og er i relativ god stand.
I 2010 pålagde regeringen i Western Australian begrænsninger på mænden af fosfor i gødning for at beskytte miljøet i Swan og Canning River.

## Administration
Swan River Trust er et styringsråd under miljøministeriet i Western Australia (Department of Environment and Conservation (Western Australia) ), som blev oprettet i 1989. Den består af 8 repræsentanter for lokalsamfundet, delstaten og lokalregeringerne, som har en interesse i Swan og Canning River. Den er ansvarlig for styring, planlægning og beskyttelse af Perths flodsystem. Rådet mødes en gang om måneden.

## Transport
Fra grundlæggelsen af Swan River Colony var floden den vigtigste transportvej mellem Perth og Fremantle. Det fortsatte indtil jernbanelinjen mellem Fremantle og Guildford via Perth blev anlagt i 1881. I dag er der stadig færgefart på floden. Det offentlige trafikselskab Transperth har en rute over Swan River mellem Elizabeth Quay i Perth Centrum og South Perth.  

## Kultur
Perth Water, som ligger ved centrum af Perth, er et populært sted at se det årlige fyrværkeri på Australia Day. Mere end 400.000 mennesker samles på bredden, i Kings Park og i både på floden.  